# حمة الهمامي
حمّة الهمّامي (8 جانفي 1952 في العروسة بولاية سليانة -) هو سياسي يساري تونسي والناطق الرسمي باسم حزب العمال ومن أبرز الوجوه السياسية على الساحة التونسية حاصل على الاستاذية في الآداب العربية وقد كان من أبرز وأشد المعارضين لنظام الحبيب بورقيبة ولنظام زين العابدين بن علي من بعده.

## بداية النشاط في عهد بورقيبة
بدأ حمة الهمامي نشاطه السياسي سنة 1970 في الحركة الطلابية واعتقل لأول مرة سنة 1972 على إثر مشاركته في أحداث ما يعرف بالسبت الأسود ونشاطه في الاتحاد العام لطلبة تونس إلتحق عام 73 بمنظمة آفاق العامل التونسي الماركسية اللينينية المحضورة وبسبب انتمائه لهذه المنظمة حكم عليه بعد عامين من التحاقه بها بالسجن 8 سنوات ونصف قضى 6 سنوات منها وتعرض فيها للتعذيب الوحشي ثم أُرسل للعلاج في فرنسا على حساب الدولة وكانت هذه هي الحالة الوحيدة التي اعترف فيها بورقيبة ضمنينا بوجود التعذيب في السجون التونسية[بحاجة لمصدر]. وقد ساهم بعدها في سنة 1986 في تأسيس حزب العمال الشيوعي التونسي وعين ناطق رسمي باسمه.

## في عهد بن علي (من 1987 إلى 2011)
رفض سنة 1988 التوقيع على الميثاق الوطني الذي قدمه الرئيس السابق زين العابدين بن علي إثر توليه الحكم ووقَّعت عليه كل الأحزاب السياسية بما فيها حركة النهضة.
أدار عام 1990 جريدة البديل التي منعت بعد عام من صدورها واعتقل حمة الهمامي وحوكم عدة مرات آخرها سنة 2002 وقضى في المجموع أكثر من 10 سنوات في السجن وأكثر من 10 سنوات أيضا في الحياة السرية وتعرض للتعذيب أكثر من مرة.
ساهم عام 2005 في تأسيس هيئة 18 أكتوبر للحقوق والحريات التي تضم يساريين وإسلاميين وليبراليين وقوميين وحقوقيين.
بعد انطلاق الثورة التونسية أُعتقل حمة الهمامي واقتيد إلى دهاليز وزارة الداخلية قبل هروب بن علي بعدة أيام وذلك على إثر فيديو نشره على شبكة الإنترنت وجّه فيه إنتقادا حادا لبن علي وحكومته ودعى الشعب التونسي لمواصلة الثورة وإسقاط النظام وهو ما حصل بعدها بأيام.

## بعد ثورة 14 جانفي
أصبح حمة الهمامي من الوجوه البارزة والتي تحضى بشعبية على الساحة السياسية وذلك بسبب تاريخه النضالي. وقد عارض حكومة الغنوشي الأولى والثانية التي كانت تضم وجوه من نظام بن علي كما عارض حتى حكومة الباجي قائد السبسي ولم يدخل حزبه في الهيئة العليا لتحقيق أهداف الثورة والإصلاح السياسي والانتقال الديمقراطي ومن أول الدعاة لمجلس تأسيسي يقطع تماما مع النظام القديم وهو ما تحقق بعد اعتصام القصبة 2 وأيضا كان أول من دعى لتأجيل الانتخابات. رغم هذا التاريخ النضالي الحافل من عهد بورقيبة حتى ما بعد هروب بن علي والمواقف الهامة والمصيرية أتت نتائج حزب العمال الشيوعي واليسار بصفة عامة مخيبة للآمال في انتخابات المجلس التأسيسي وقد أكد حمة الهمامي أن المال السياسي واستعمال المساجد والدين في الحملات الانتخابية وانحياز وسائل الاعلام لعب دورا هاما في تحديد نتائج الإنتخابات.
في 7 أكتوبر 2012، أُسّست الجبهة الشعبية لتحقيق أهداف الثورة وأُسندت مهمة الناطق باسمها لحمة الهمامي.
تقدم حمة الهمامي إلى الانتخابات الرئاسية الأولى التي تقام في تونس بعد الثورة تحت شعار "حمة، ولد الشعب، رئيس"، و تحصل فيها على المركز الثالث في الدورة الأولى بنسبة %7.82.

## من مؤلفاته
- الحركات الإسلامية في تونس : حركة النهضة أم حركة الانحطاط
- المجتمع التونسي: دراسة اقتصادية واجتماعية
- ضد الظلامية
- المرأة التونسية حاضرها ومستقبلها
- مطارحات حول قضية المرأة
- قراءة في تاريخ الحركة النقابية
- في اللائكية

منعت السلطات بيع هذه الكتب في تونس واحتجزتها في عام 1996 من المكتبات وأحرقتها بإذن رسمي من وزير الداخلية.

## حياته الشخصية
متزوج من راضية النصراوي وله منها ثلاث بنات: نادية وأسيمة وسارة.